# Сенгкуронг
Сеггкуронг является мукимом (районом) в округе Бруней-Муара, Бруней. Располагается на западе района. С севера омывается Южно-китайским морем. Граничит с мукимами Пангалан Бату, Киланас, Гадонг А, Гадонг Б.
В 2016 году население мукима составляло 31,493. Крупнейшее поселение — кампонг Мулаут, 5 846 жителей (2016).
Название дано по одноимённой деревне.

## Административное деление
Муким включает в себя следующие административные единицы:
- Сенгкуронг А
- Сенгкуронг Б
- Тагар
- Селайун
- Сенгай-Тампой
- Мулаут
- Танджонг-Нангка
- Кулапис
- Катимахар
- Лугу
- Джерудонг
- Букит-Бунга
- Пасай